# دونالد كامب
دونالد كامب (بالإنجليزية: Donald Camp)‏ هو مصور أمريكي، ولد في 28 يوليو 1940 في ميدفيل في الولايات المتحدة.